# Цементна сировина
Цеме́нтна сировина́ — мінеральні утворення, які використовуються для виробництва цементу. Основна сировина для виробництва цементу — карбонатні (мергель, вапняк, крейда) та глинисті породи (глина, суглинок, каолін), як активні мінеральні добавки використовують гіпс, гідравлічні корегуючі добавки (опока, трепел, спонголіт, діатоміт).
Для виробництва 1 т цементного клінкера (напівпродукту, який одержують при випалюванні тонкоподрібненої суміші вапняку з глиною) витрачається 1,7-2,1 т основної мінеральної сировини середньої вологості, причому 75-82% складає карбонатний компонент, 18-25% глинистий. Усі інші види сировинних матеріалів (залізисті додатки, флюорит, фосфогіпс, кремнефлуористий натрій) використовуються в значно менших кількостях. З природних утворень як додатки при виробництві цементу широко застосовуються штучні гідравлічні додатки (доменні ґранульовані шлаки, зола винесення сланців і вугілля при спалюванні їх у топках електростанцій), а також осадові та вулканічні гірські породи, а для регулювання тривалості тужавіння цементу — ґіпс.
Родовища цементної сировини в Україні зосереджені в основному в районах розвитку карбонатних порід: Дніпровсько-Донецької, Львівської, Причорноморської западинах, на Волино-Подільській плиті та в Кримській складчастій області. Розвідані запаси Ц.с. на території України містять Амвросіївське, Краматорське, Шебелинське, Добрянське, Здолбунівське, Гуменецьке, Бахчисарайське та ін. родовища. 
Державним балансом запасів враховано 39 родовищ, з яких 24 розробляються.